# Побачај
Абортус или побачај (лат. abruptio graviditatis) спонтани је или непосредни прекид трудноће одстрањењем или избачајем ембриона или фетуса из матернице. Настаје због смрти фетуса или резултира његовом смрћу. Побачај може настати спонтано, због компликација током трудноће или се побачај може изазвати. Да би задовољио дефиницију побачаја, мора се догодити пре 28. недеље трудноће, под условом да дужина плода буде мања од 35 центиметара, а маса мања од 1000 грама. Постављени услови нису апсолутни, јер је у многим случајевима, плод мањи од 35 cm и лакши од 1000 g способан за живот.
Побачај има дугу историју и био је изазиван многим различитим методама, укључујући биљне абортификанте, употребом оштрих предмета, физичком траумом и другим традиционалним методама. Модерна медицина користи лекове и хируршке технике за изазивање побачаја. Легалност, учесталост и културни погледи према побачају су различити широм света. У многим деловима света воде се расправе између противника и поборника побачаја о етичким и правним аспектима. Приближан број намерних побачаја изведених у 2003. години у свету износио је око 42 милиона, што је пад у односу на готово 46 милиона побачаја изведених 1995. године.

## Врсте абортуса

### Спонтани абортус
Спонтани абортус је губитак ембриона или фетуса због случајне трауме или „природних“ узрока пре 28. недеља гестације. Разликује се рани спонтани побачај (пре 16. недеље трудноће) и касни спонтани побачај (од 17. до 28. недеље трудноће). Ако жена има два и више спонтана побачаја тада се говори о хабитуалним побачајима. Узроци спонтаног абортуса могу бити аномалије заметка (нпр. хромосомски поремећаји), аномалије полног система жене, хормонски поремећаји (поремећај лутеинске фазе) и болести мајке, и инсуфицијенција врата матернице.
Трудноћа која се заврши између 28. и 37. недеље гестације, ако резултира живорођеним дететом позната је као превремени пород. Када фетус умре у матерници након 28. недеље трудноће или умре током порођаја назива се мртворођенче (захваљујући достигнућима модерне медицине којима се омогућава опстанак све раније рођене деце, граница за мртворођенче помакнута је на гестацијско доба од 22. и више недеља или плод тежи више од 500 грама или плод чија је дужина теме-пета већа од 25 cm). Прематуруси и мртворођенчад се не сврставају под спонтане побачаје иако се употребе тих термина понекад преклапају. Већина спонтаних побачаја догађа се у раној трудноћи. Између 10 и 50% побачаја завршава клинички препознатим спонтаним абортусом. У већини случајева абортус се јавља тако рано у трудноћи, док жена ни не зна да је трудна. У једној студији тестирани су хормони овулације и хормони трудноће. Откривено је да је 61,9% заметака побачено пре 12. недеља трудноће, а 91,7% тих абортуса било је субклиничко, без знања трудне жене.
Ризик спонтаног побачаја нагло се смањује након 10. недеље од посљедње менструације. Ризик спонтаног побачаја већи је код оних жена код којих у историји болести постоји већ неколико спонтаних или изазваних абортуса, оних са системским болестима и старијих од 35 година. Други узроци могу бити инфекције (било мајке, било фетуса), имунолошки одговори или озбиљне системске болести. Спонтани побачај може бити узрокован и случајном траумом. Намерна траума или стрес којим се покушава изазвати абортус сматра се намерним побачајем.
Симптоми спонтаног побачаја зависе од трајања трудноће, а карактеристични су бол због контракција матернице, крварење, прснуће водењака и излажење плода. Посебан облик побачај је фебрилини абортус који се јавља због инфекције, а праћен је повишеном телесном температуром, те се може компликовати настанком шока. У лечењу спонтаног абортуса, у раним фазама, могу се користити хормони, токолитици (лекови који смањују трудове) и антибиотици (код фебрилних побачаја) како би се одржала трудноћа. Од општих мера приликом сумње на спонтани побачај, препоручује се мировање жене и лежање на левом боку. Одређени хируршки захвати (серклажа инсуфицијентног цервикса) могу спречити настанак спонтаног побачаја.
Абортус може бити потпун, када заједно са плодом изађе и постељица, и непотпун када постељица заостане у материшту. Код потпуног абортуса препоручено је да се изврши експлорација материшта и уклањање евентуалних заосталих делова матернице (обично постељица не изађе у целости), а код непотпуног побачаја евакуира се читава постељица.

### Изазвани абортус
Трудноћа се може намерно прекинути на многе начине. Изабрани начин прекида трудноће зависи углавном од гестацијског доба ембриона или фетуса, али и од легалности, регионалној доступности и склоности лекара и пацијента према одређеној процедури. Према закону СФРЈ из 1978. који је још на снази у већини држава наследница прекид трудноће до 10. недеље од зачећа може се извршити на захтев трудне жене. О захтеву за прекид трудноће након 10. недеље, на жељу саме труднице или на предлог лекара, али увек уз пристанак труднице, одлучују одговарајуће комисије при болничким установама, односно гинеколошко-породилачким оделењима, на темељу медицинских, еугеничких и правно-етичких индикација. Разлози за извођење побачаја типично су карактерисани као терапијски или елективни. На терапијски се абортус првенствено мисли када га се изводи да би се:
- Сачувао живот труднице[4];
- Сачувало женино ментално и физичко здравље;
- Прекинула трудноћа којом би се родило дете са конгениталним поремећајима који би били фатални или повезани са значајним морбидитетом;
- Селективно редуковао број фетуса да би се смањио висок ризик повезан с вишеструком трудноћом.

## Методе извођења абортуса

### Хируршке
Гестацијско доба може да одреди које методе извођења абортуса ће бити изабране.
У првих 12 недеља сукцијска аспирација или вакуум су најчешће примењиване методе. Мануална вакуумска аспирација (МВА) метода је побачаја која се састоји од одстрањења фетуса или ембриона уз помоћ сукције користећи ручну штрцаљку, док електрична вакуумаспирација (ЕВА) користи електричну пумпу. Технике су сличне али се разликују по механизму који се користи за примену сукције, у зависности од тога колико се рано у трудноћи користе и да ли је потребна цервикална дилатација. МВА, још позната као мини сукција или менструална екстракција може се користити у врло раној трудноћи и не захтева дилатацију цервикса. Од 15. до 26. недеља користи се дилатација и евакуација које се састоје од ширења врата матернице и пражњења матернице користећи хируршке инструменте и сукцију.
Дилатација и киретажа је друга најчешће кориштена метода побачаја. То је стандардна гинеколошка процедура кориштена због разних разлога, укључујући преглед линије матернице због могућих малигнитета, истраге ненормалних крварења и побачаја.
Киретажа се односи на чишћење зидова матернице киретом. Светска здравствена организација препоручује овај поступак, који се назива још и оштра киретажа, једино када је МВА недоступна. Ова метода се користи у првом тромесечју трудноће.
За изазивање побачаја у другом тромесечју морају се користити друге методе. Преурањени порођај може се изазвати простагландинима; они се могу комбиновати с иницирањем хипертоничних раствора у амнионску течност. Након 16. недеља гестације побачај се може изазвати и интактном дилатацијом и екстракцијом (IDX), која се још назива и интраутерина кранијална декомпресија. Она захтјева хируршку декомпресију главе фетуса пре евакуације. IDX се понекад зове и побачај делимичним породом, што је забрањено у САД.
Побачај хистеротомијом је сличан царском резу и изводи се у општој анестезији, јер се сматра великом абдоминалном операцијом. Захтева мањи рез него код царског реза и користи се код каснијих стадија трудноће. Од 20. до 23. недеље трудноће као прва фаза хируршког побачаја може се користити инјекција за заустављање феталног срца, да се осигура да се фетус не роди жив.

### Лековима
Нехируршки побачај делотворан је у првом тромесечју трудноће и он чини 10% свих абортуса у САД и Европи. Комбиновани режим укључује метотрексат или мифепристон (RU-486) након чега следи простагландин. Када се користи унутар 49 дана гестације, приближно 92% жена, које учине медицински побачај овим комбинованим режимом, побаце без хируршке интервенције. У случајевима када не успе медицински побачај користи се вакуумска или мануална аспирација за хируршки завршетак побачаја. Индометацин може неповољно да утиче на учинак мифепристона. У САД је познат случај девојке Холи Патерсон, која је умрла након што је узела мифепристон у комбинацији с мисопростолом.
Постоји и изазивање абортуса контрацепцијским пилулама „за јутро после“. Ако се пилула узме у року од 72 сата након полног односа, спречи ће се усадња (имплантација) оплођене јајне ћелије у матерницу, ако је дошло до зачећа. Као резултат тога, оплођена јајна ћелија ће умрети, због недостатка хране. По сличном принципу, побачај изазива и уграђена спирала. Успешност пилуле варива зависно од протеклог времена након полног односа. Нуспојаве су мучнине и поремећаји менструацијског циклуса.

### Друге методе
У историји се користио велики број биљака за које се сматра да имају абортифицирајућа својства (вратић, горска метвица). Кориштење биљака у такве сврхе може узроковати озбиљне, чак и смртоносне нуспојаве, попут вишеструког затајивања органа и лекари их не препоручују. Побачај се понекад покушава изазвати траумом на абдомену. Примена снаге, ако је јака, може изазвати озбиљне унутрашње озледе без нужног успеха у изазивању побачаја. И случајни и намерни побачаји ове врсте могу се сматрати криминалном одговорношћу у многим земљама. У Бурми, Индонезији, Малезији, Филипинима и Тајланду постоји прадавна традиција абортуса побачаја путем јаке масаже трбуха.
Пријављене су многе методе самоиндукованог абортуса, попут криво кориштеног мисопростола и уметања нехируршких прибора попут плетећих игала, вешалица за одећу у матерницу. Ове методе се ретко виде у развијеним земљама, где је хируршки абортус легалан и доступан.

## Здравствена разматрања
Рани хируршки абортус је једноставна процедура која је сигурнија од порођаја када се учини пре 16. недеља трудноће. Методе побачаја попут минимално инвазивних процедура носе мали потенцијал за озбиљније компликације. Ризик за компликације се може повећати зависно од трајања трудноће.
Жене типично осећају минималан бол током побачаја у првом триместру. Године 1979. спроведено је истраживање на 2299 пацијенткиња од којих је 97% потврдила да је доживела неку врсту бола. Пацијенткиње су рангирале тај бол као слабији од увобоље и зубобоље, али јачи од главобоље и болова у леђима. Током хируршких процедура користе се локални и општи анестетици.

#### Ментално здравље
Нема доказа да постоји релација између индукованог абортуса и ментално-здравствених проблема осим оних који јављају при свакој нежељеној трудноћи. Америчко удружење психолога је објавило становиште да први абортус не представља опасност по ментално здравље кад се спроводе у току првог тромесечја, и да за такве жене није више вероватно да ће имати ментално-здравствених проблема него оне које одрже нежељену трудноћу; ментално-здравствени исходи жена са абортусом у другом тромесечју и касније су мање извесни. Мада су неке студије показале негативне ментално-здравствене исходе код жена које су се одлучиле за абортус након првог тромесечја због фетусних абнормалитета, ригорознија испитивања су неопходна да би извели уверљиви закључци. Извесне негативне психолошке ефекте абортуса истичу антиабортусни поборници које сматрају засебним стањем званим постабортусни синдром, међутим тај синдром не признају медицински или психилошки стручњаци.

## Инциденција изазваног побачаја
Инциденција и разлози за изазвани абортус варирају зависно од регије. Процењено је да се приближно 46 милиона побачаја обави сваке године широм света. Од се тога 26 милиона обави у земљама где је побачај легалан, а осталих 20 милиона се обави у земљама у којима је поступак нелегалан. Неке земље попут Белгије (11,2:100 познатих трудноћа) и Низоземска (10,6:100) имају ниску стопу изазваних побачаја, док остали попут Русије (62,6:100) и Вијетнама (43,7:100) имају високу стопу. Светски однос је 26 индукованих абортуса напрема 100 познатих трудноћа.

### Према гестацијском добу и методу
Стопа побачаја варира зависно од стадијума трудноће и изабране методе абортуса. У 2003. години из података сакупљених из подручја САД која прате гестацијско доба, пронађено је да је 88,2% побачаја обављено до 12. недеља, 10,4% од 13. до 20. недеља и 1,4% након 21 недеље. 90,9% их је обављено киретажом (сукцијском киретажом, дилатацијом и киретажом, дилатацијом и евакуацијом), 7,7% лековима (мифепристон), 0,4% интраутеринским усађивањем (салина и простагландина) и 1% осталим методама (укључујући хистеротомију и хистеректомију).  је проценио да је 2000. године у САД било 2200 интактних дилатација и екстракција. То се односи на 0,17% свих обављених побачаја те године. Слично, у Енглеској и Велсу у 2006. години 89% абортуса обављено је до 12. недеље, 9% од 13. до 19. недеље, а 1,5% након 20. недеље. 64% од тих је обављено вакуум аспирацијом, 6% дилатацијом и екстракцијом и 30% лековима.

#### Према личним и социјалним факторима
Према студији из 1998. године, спроведеној у 27 земаља света, разлози због којих жене одлуче да прекину трудноћу јесу:
- одгода или прекид одгајања детета
- забринутост због прекидања посла или образовања
- питања везана уз финансијску стабилност или стабилност у вези
- осетна незрелост.[14]

Студија из 2004. године у којој су америчке жене у клиникама одговарале на упитник донела је сличне закључке. У Финској и САД забринутост због здравствених ризика који настају ради трудноће нису често наведени фактор. Међутим, у Бангладешу, Индији и Кенији здравствене бриге су често наведене као разлог за прекид трудноће. Прегледном студијом из 2004. године у САД нађено је да је 1% жена затруднело током силовања, 0.5% током инцеста. Друга америчка студија из 2002. године закључила је да је 54% жена које су абортирале користиле неку врсту контрацепције током зачећа, а 46% нису. Неправилну употребу пријавило је 49% оних који су користили кондом и 76% оних који су користили комбиноване оралне пилуле за контрацепцију. 42% оних који су користили кондом пријавило је склизање или пуцање кондома. Guttmacher Institute је проценио да већину побачаја направи мањина жена. Неке жене су се подвргле побачају ради социјалних притисака. То може укључивати стигматизацију неспособне особе, преференцију деце одређеног пола, неодобравање самохраног мајчинства, недовољна економска потпора породице, недостатак приступа или одбијање контрацепције или методе контроле популације (као кинеска политика једног детета). Ови фактори некад могу да резултирају у присилним абортусима или абортусом ради избора пола детета.

## Историја абортуса
Историја узрокованог абортуса може се пратити и до античког доба. Постоје докази који претпостављају, да су се трудноће прекидале на разне начине, укључујући примену абортификујућих биљака, употребу оштрих прибора, примену притиска на абдомен и других метода.
У Хипократовим текстовима стоје многе назнаке о методама побачаја; у грчко доба, и не мање у римско, побачај је био општеприхваћен захват, што је разумљиво: у то је доба инфантицид, тј. децоубиство (нпр. излагањем хладноћи, остављањем у дивљини или на неприступачном терену и сл.) била је уобичајена метода контроле раста породице.
Соранус, грчки лекар из 2. века у свом делу Гинекологија препоручио је женама које желе прекинути своју трудноћу да се баве тешком енергетичком вежбом, енергичним скакањем, ношењем тешких предмета, јахањем животиња. Приписао је исто тако и велик број рецепата за биљне купке, песаре и пуштање крви, али је саветовао да се не користе оштри инструменти за изазивање спонтаног абортуса због могућности перфорације органа. Веровало се исто тако да се silphium (изумрла биљка, вероватно сродник данашњег коморача), осим као контрацептив, користио и као средство за изазивање абортуса у античкој Грчкој. Међутим, неки народни лекови су варирали по учинку и нису били без ризика. Тако нпр. вратић и горска метвица су две отровне биљке с озбиљним нуспојавама које се јављају, када се користе за прекид трудноће.
Појавом хришћанства долази до одређених промена по питању побачаја. У 13. веку папа Иноћентије III одређује, да плод постаје живо биће у тренутку када почиње да се миче у стомаку па побачај након тог раздобља постаје убиство, а пре тога се сматра мањим грехом. Папа Гргур XIV- 1591. године потврђује то становиште и додатно га временски појачава одредбом, да је побачај допуштен у првих 116 дана од зачећа. Папа Пије IX 1869. године доноси одлуку о забрани свих побачаја.
Током средњег века лекари у исламском свету документовали су детаљне и дуге листе метода контрацепције, укључујући употребу абортификаната, с коментаром о њиховој делотворности и преваленцији. У својим медицинским енциклопедијама пописали су многе материје за контролу концепције, попут Авицене, који је пописао 20 у свом Канону Медицине 1025. године те Мухамад ибн Закарија ал-Рази који је пописао 176 у свом делу Хави у 10. веку. То је било неупоредиво више истраживано него у европској медицини све до 19. века.
Законик „Constitutio criminalis Carolina“, који је донео Карло V, цар Светог римског царства 1532. године, за намерни абортус прописује смртну казну. Смртна казна за побачај укинута је у Аустрији 1787, а у Француској 1791. године. Уведене су уместо тога, дуготрајне казне затвора. У Енглеској је до 1948. године, казна за абортус био доживотни затвор.
Побачаји су се наставили обављати и у 19. веку, без обзира на забрану и Уједињеног Краљевства и САД, која је стајала још од викторијанског доба.
У 20. веку Совјетски Савез (1919), Исланд (1935), Шведска (1938) биле су међу првим земљама које су легализирале неке или све облике абортуса. Године 1935. у нацистичкој Немачкој донесен је закон који је допуштао побачај женама за које се сматрало да имају наследне болести, док се женама које су припадале правој немачкој лози строго забрањивао абортус. У 70-им годинама 20. века, абортус је озакоњен у многим европским државама.
У САД је абортус законски дозвољен након два судска процеса (Роу против Вејда и Doe v. Bolton) 1973. године. Након тога је растао број абортуса у САД. Кина је 1979. године донела закон по којем се дозвољава једно дете у породици, што је повећало број побачаја. У Салвадору је 25. 3. проглашен Даном нерођеног детета почевши од 1993. године. Иницијатива се с временом проширила у више држава Северне и Јужне Америке. Године 1995. у САД је одобрен абортус код делимичног рођења, који се примењивао само у два посљедња тромесечја трудноће. Тим начином подстакнуло се рођење детета, а абортус се вршио у посљедњим тренуцима пре потпуног порода. То је изазвало контроверзе и скандал, па је забрањено 2004. године. Аргентински председник Карлос Менем 1998. године, објавио је декрет, да живот почиње тренутком зачећа.

## Абортус и друштво
Друштвена прихватљивост побачаја као средства контроле пораста броја становника варира од периода и од подручја током целе историје. Побачај је очито био метод ограничавања броја чланова породице у грчко-римском свету. Са појавом хришћанства, побачај је био строго забрањен, а они који су га примењивали ризиковали су да буду изопштени из цркве. Током 19. века примењивале су се строге казне не би ли се смањио број побачаја, али су те казне у многим земљама ублажене током 20. века.
Данас је у многим земљама намерни побачај законом дозвољен, док у другим законодавство дозвољава намерни прекид трудноће само под одређеним условима: ако је угрожен живот мајке, ако је трудноћа последица силовања или инцеста, ако се жели спречити рођење детета са медицинским проблемима или ако мајка мисли да не може да подигне дете.

### Абортус ради избора пола
Напредак ултразвука и амниоцентезе омогућио је да родитељи знају спол детета пре рођења. То доводи до појаве побачаја ради пола детета или циљаном побачају фетуса ради пола. Претпостављено је да је абортус ради спола деломично одговоран за уочљиву неравнотежу између полова новорођене деце у неким местима. Преферирање мушке деце забележено је у многим деловима Азије. Абортус који се ради да се ограничи рођење женске деце пријављен је у Кини, Тајвану, Јужној Кореји, и Индији. У Индији економска улога мушкарца, трошкови везани уз мираз и традиција хиндуизма који диктира да погребни обред мора водити мушки рођак довела је до културне склоности синовима. Широко распрострањена доступност тестова, од 1970-их и 80-их, довела је до реклама попут ове: „Уложи 500 рупља (за тест пола детета) сада и уштеди 50000 рупља (за мираз) касније“. Године 1991. однос мушкараца према женама скочио је од биолошких норми 105:100 на просечно 108:100. Истраживања су тврдила да је између 1985. и 2005. године скоро 10 милиона женских фетуса било селективно абортирано. Индијска је влада 1994. године поставила службену забрану пренаталног сцрининга (пробира) на пол, а 2002. године у потпуности је забранила абортус ради пола фетуса.
У Кини исто постоји историјска склоност према синовима. Политика једног детета постављена 1979. године довела је до повећања несразмера у односу полова тако да су родитељи покушали заобићи закон кроз абортус због спола детета и напуштањем нежељене женске деце. Абортус ради пола детета можда је утицао на однос мушке према женској новорођенчади који се повисио на 117:100 2002. године. Тренд је био израженији у руралним крајевима: 130:100 у Гуангдонгу и 135:100 у Хаинану. Забрана извођења абортуса ради пола детета донесена је 2003. године.

### Небезбедни абортус
Жене које желе да прекину трудноћу понекад прибегавају небезбедним методама, поготово где и када је забрањен легални побачај. Светска здравствена организација (СЗО) дефинише небезбедни побачај као процедура… коју изводи особа без потребних вештина или у околини која не подлеже минималним медицинским стандардима или оба. То може укључивати особу без медицинског образовања, професионално медицинско особље које ради у условима испод стандарда или саму жену.
Небезбедни побачај данас остаје јавноздравствени проблем због све веће инциденције и озбиљности компликација повезаних са побачајем, попут некомплетног побачаја, сепсе, крварења и оштећења унутрашњих органа. СЗО процењује да се годишње широм света обави 19 милиона небезбедних побачаја и да од њих 68000 резултира смрћу жене. Компликације небезбедног абортуса чине приближно 13% свих смрти мајке током трудноће, с регионалном расподелом од 12% у Азији, 25% у Латинској Америци, 13% у Субсахарској Африци. У развијеним државама света, смртност при нелегалним абортусима је мала, јер их у 90% случајева изводе школовани лекари. У САД је број смртних случајева при нелегалном абортусу био висок пре употребе пеницилина и осталих антибиотика и бројао се у хиљадама, а напретком медицине и побољшањем хигијенских услова број се смањио на 39 смртних случајева 1972, годину дана пре него што је побачај легализован у САД.
Према студији из 2007. године показано је да иако је глобално број абортуса пао с 45,6 милиона 1995. године на 41,6 милиона 2003. године, небезбедни абортуси још увек чине 48% свих побачаја учињених у 2003. години. Здравствена обука повезана с планирањем породице и напредак здравствене заштите могу објаснити овај пад броја побачаја.

## Етичка питања
У историји абортуса, индуковани побачај био је извор великих етичких расправа, контроверза и активизма. Расправе о побачају, посебно оне које се односе на законе о побачају често су предвођене заговарачким групама које припадају једној од две стране. У данашње време те су расправе посебно интензивне у САД  и Пољској.
С једне стране су противници абортуса, који се углавном залажу за веће законске рестрикције или чак за потпуну забрану побачаја. Главни аргумент им је став, да је дете у мајчиној утроби људско биће које има потпуно право на живот које је изнад свих осталих права (као што је нпр. право мајке, да бира жели ли дете), те они зато побачај сматрају убиством. Описују се заговорници права на живот (енг. pro-life). Већина традиционалних религијских организација строго заступа овај став, па се многе јавне и приватне расправе о абортуса сведу на религијске расправе верника и наводних атеиста (они су атеисти по мишљењу заговорника).
С друге стране, они који су против било којих законских забрана, углавном се позивају на право жене на избор хоће ли имати дете. Зато се описују као заговаратељи права на избор (енгл. pro-choice). Већином не улазећи у расправе када почиње живот, сматрају да људско биће добија права рођењем. Аргументирају свој став многим компликованим животним ситуацијама у којима абортус има смисла те нежељеним последицама забране. Нису нужно заговаратељи абортуса, и често абортус сматрају негативном појавом у друштву коју треба сузбијати превенцијом, али не и забранама.
Расправа се исто тако фокусира на питање, да ли би трудна жена требало да обавести и/или има допуштење осталих у посебним случајевима: код малолетница њених родитеља; код законски удатих жена или жена удатих обичајним правом, њеног мужа; или трудна жена биолошког оца детета. У 2003. години испитивањем јавног мишљења у САД 79% мушкараца и 67% жена сматрало је, да треба обавестити брачног партнера; свеукупно 72% било је за, а 26% против тога да се обавести супружник.

### Став религија
Став Католичке Цркве од 1869. године је, да људски живот почиње зачећем те га треба поштовати и најбрижније штитити од зачећа до природне смрти. Онај који својевољно и свесно суделује у побачају, аутоматски је изопштен из Католичке цркве и ако жели поновно постати члан цркве мора тражити поновно примање. Према црквеном канонском праву, свештеник има право ускратити примање причести онима који активно суделују у побачајима. На Другом ватиканском сабору побачај и убиство деце прозвани су „нечувеним злочинима“. Папа Јован Павле II много је пута изразио противљење побачају. О њему је писао и у енциклици Evangelium Vitae, где га назива смртним грехом. Мајка Тереза на говору приликом доделе Нобелове награде за мир 1979. године изјавила је, да „највећи уништавач мира данас је крик невиног, нерођеног детета. Кад једна мајка може у свом крилу убити своје властито дете, који онда гори злочин још постоји од онога да ми почнемо сами једни друге убијати?“. У јулу 2006. Конгрегација за науку вере успротивила се кориштењу ћелија из ткива побачене деце за производњу вакцина, што су чиниле поједине фармацеутске фирме. Остале хришћанске верске заједнице углавном се противе побачају.
Муслимани абортус сматрају забрањеним у већини случајева. Ако је женин живот угрожен дозвољавају га као мање зло од два зла. Не постоји заједничко мишљење, око тога када почиње људски живот, али се слажу да након 4. месеца фетус добива живу душу и од тада абортус није прихватљив, осим у случају опасности по женин живот и силовања.
Део Јевреја противи се абортусу, а део га подржава.
Традиционална хиндуистичка учења осуђују абортус, јер хиндуизам проповеда ненасиље. Изузетак је ситуација, када је мајчин живот у смртној опасности. Хиндуисти се залажу, да се у свакој ситуацији изабере опција с најмање лоших посљедица.
Будизам нема службени став о абортусу. Део будиста сматра, да је абортус погрешан и да живот почиње зачећем, а део одобрава побачаје.